# Grupa refleksyjna
Grupa refleksyjna – panel ekspercki złożony z przedstawicieli Ministerstw Spraw Zagranicznych powołany w 1994 roku na Korfu w celu opracowania agendy dla Konferencji Międzyrządowej, która miała miejsce w 1996 roku w Turynie. 
Efektem jej prac był dwuczęściowy Raport Grupy Refleksyjnej o charakterze techniczno-informacyjnym.